# 巡護一號
巡護一號為海洋委員會海巡署巡防艦，原為行政院農業委員會漁業署為執行漁業巡護任務所籌建，1993年移撥至前保安警察第七總隊，執行漁業巡護任務。

## 艦上系統

### 動力系統
- 主機馬力：1500PS x2
- 發電機功率：300KW x2
- 可變螺距螺槳兩只雙舵

### 武器裝備
- 艦艇配置：
  - T-75 20毫米機炮一門
  - T90重機槍2~4挺
  - T75班用機槍3挺
- 執勤人員配置：
  - 烏茲衝鋒槍5支
  - T65K2步槍5支
  - T75手槍10支
- 其他裝備：
  - 艦載小艇2艘